# Absolutism
Absolutismul sau monarhia absolută este forma de guvernare în care monarhul (împărat, țar, sultan, rege, domnitor) dispune integral de puterea supremă în stat, poporul fiind total lipsit de drepturi (monarhie nelimitată). Un monarh absolut este un autocrat.

## Origini
Termenul de absolutism a apărut în perioada de sfârșit al sec. al XVIII-lea și prima jumătate a sec. al XIX-lea, în momentul în care fenomenul respectiv dispărea odată cu Revoluția franceză. Cuvântul dorea să sublinieze aspectele negative ale puterii monarhice nelimitate. Mai dificilă este identificarea originilor regimurilor absolutiste, ale căror anticipări ar trebui depistate în sec. al XIII-lea și al XV-lea. Perioada definitorie a absolutismului trebuie plasată între sec. al XVI-lea și al XVIII-lea, o dată cu dezvoltarea marilor monarhii naționale din Europa (cu toate că existau uneori diferențe importante între absolutismul francez, englez și german). 

### Absolutismul - criză intelectuală și morală
Absolutismul a apărut ca răspuns la o criză intelectuală și morală. Înflorirea intelectuală în perioada Renașterii, a Reformei Protestante, precum  și a Revoluției Științifice a schimbat concepția lumii feudale, provocând crize de legitimare a autorității, care a contribuit la instabilitatea politică și favorizarea războaielor. Absolutismul a fost drept reacție, care a pus sub semnul întrebării ordinea politică feudală, afirmând necesitatea unei autorități suverane centralizate de origine divină.

## Definire
Absolutismul creează un puternic aparat de stat, vizibil și relativ independent în raport cu clasa nobililor, dar care ocrotește și consolidează în fapt interesele generale ale acestei clase. Apare și se dezvoltă în perioada de destrămare a stărilor feudale și de transformare a stărilor orășenești mijlocii în clasa burgheziei moderne. În general, absolutismul, sprijinindu-se pe nobilime și folosindu-se de puterea economică a burgheziei în dezvoltare urmărește slăbirea aristocrației feudale în scopul creării unei puteri centralizate autoritare prin lichidarea stării de destrămare feudală și a luptelor nobiliare interne.

## Exemple
Absolutismul apare în cele mai multe țări europene la sfârșitul secolului al XV-lea, ajungând să cunoască formele sale clasice în timpul Elisabetei Tudor (Dinastia Tudor (1558 - 1603), Ludovic al XIV-lea (1643 - 1715) Dinastia Bourbon, Petru I cel Mare (1682 - 1725) Dinastia Romanov, ș.a.m.d..
Absolutismul monarhic va fi înlăturat în apusul Europei prin revoluțiile burgheze din Țările de Jos (secolul XVI), Anglia (secolul XVII), Franța (secolul XVIII). În centrul și estul Europei, absolutismul se va menține îmbrăcând forma absolutismului luminat (despotismul luminat) care, prin reforme, va prelungi în timp și existența monarhiei absolutiste, dar și a formelor feudale. Absolutismul luminat era caracterizat prin receptivitatea suveranului la progres.
În Țările române, un astfel de despot luminat a fost Constantin Mavrocordat care, între 1730 - 1769, în cele 10 domnii, a întărit puterea domnească printr-un sistem de reforme sociale, fiscale, administrative și judecătorești.

### Monarhii absolute contemporane
Lista statelor care în 2014 erau monarhii absolute:
- Arabia saudită
- Brunei
- Oman
- Qatar
- Eswatini
- Vatican